# Umberto Betti

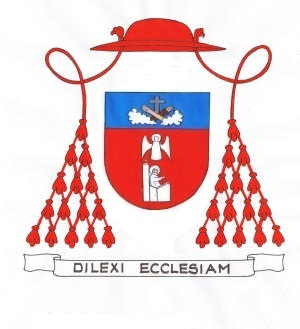
znak kardinála Umberta Bettiho

Umberto kardinál Betti OFM (7. března 1922 Pieve Santo Stefano – 1. dubna 2009 Fiesole) byl italský římskokatolický kněz, františkán, teolog, kardinál.

## Kněz a teolog
V roce 1937 vstoupil do řádu františkánů, kde složil 31. prosince 1943 věčné sliby. Na kněze byl vysvěcen 6. dubna 1946. V roce 1950 získal doktorát z teologie na Papežské univerzitě Antonianum. Přednášel dogmatickou teologii na františkánských teologických učilištích v Sieně a Fiesole. V roce 1961 byl jmenovaný konzultorem teologické komise připravující Druhý vatikánský koncil, o dva roky později se stal expertem tohoto koncilu. Podílel se na přípravách dogmatických konstitucí Lumen gentium a Dei verbum.
V červenci 1964 ho hlavní představený řádu jmenoval profesorem na Antonianu. V letech 1966 až 1969 byl děkanem teologické fakulty, v letech 1975 až 1978 rektorem univerzity. V letech 1991 až 1995 zastával funkci rektora Papežské lateránské univerzity. Spolupracoval s řadou dikasterií římské kurie, mj. s Kongregací pro nauku víry, státním sekretariátem a Kongregací pro biskupy.

## Kardinál
Při konzistoři 24. listopadu 2007 ho papež Benedikt XVI. jmenoval kardinálem. Vzhledem ke svému věku byl uvolněn ze závazku přijetí biskupského svěcení. Zemřel v klášteře sv. Františka ve Fiesole, kde strávil poslední léta svého života.

## Dílo
Je autorem řady teologických publikací. Mimo jiné jde o: Summa de sacramentis Totus homo, La costituzione dommatica «Pastor aeternus» del Concilio Vaticano II, La dottrina sull'episcopato del Concilio Vaticano II, La dottrina del Concilio Vaticano II sulla trasmissione della rivelazione.